# Раппапорт, Бен
Бе́ннетт Эла́й (Бен) Раппапо́рт (англ. Bennett Eli "Ben" Rappaport, род. 23 марта 1986, Арлингтон, Техас) — американский актёр. Наиболее известен по роли Тодда Дэмпси в телесериале «Сбежавшая работа». Эта роль стала первой в его карьере.

## Ранняя жизнь и образование
Раппапорт родился в Арлингтоне, штат Техас и в детстве увлекался рисованием и игрой на гитаре. Он вырос в иудейской религии и его «иудейская идентичность» очень важна для него. Он ходил в старшую школу Клейна (англ. Klein High School) рядом с Хостоном. Раппапорт начал интересоваться драматическим искусством в возрасте 15 лет и окончил Джульярдскую школу в Нью-Йорке, где изучал актёрское мастерство. Он является обладателем «Премии Майкла и Сурии Сент-Денис» (англ. Michel and Suria Saint-Denis Prize), самой почётной премии Джульярдской школы по классу драмы.
Раппапорт живёт в Студио-Сити, районе Лос-Анджелеса.

## Фильмография
| Год       |    | Русское название                    | Оригинальное название             | Роль                 |
| --------- | -- | ----------------------------------- | --------------------------------- | -------------------- |
| 2010—2011 | с  | Сбежавшая работа                    | Outsourced                        | Тодд Дэмпси          |
| 2012      | ф  | Весенние надежды                    | Hope Springs                      | Брэд                 |
| 2012      | ф  | Миллион для чайников                | The Brass Teapot                  | Рики                 |
| 2012      | с  | Элементарно                         | Elementary                        | доктор Кахилл        |
| 2013—2015 | с  | Хорошая жена                        | The Good Wife                     | Кэри Зеппс           |
| 2013      | тф |                                     | Love Is Dead                      | Алекс                |
| 2014      | тф |                                     | Do It Yourself                    | Ник Портер           |
| 2015—2016 | с  | Мистер Робот                        | Mr. Robot                         | Олли Паркер          |
| 2016      | ф  |                                     | Better Off Single                 | Натан                |
| 2016      | тф |                                     | Zoobiquity                        | доктор Генри Филлипс |
| 2016      | ф  | Крыша на ночь                       | Landing Up                        | Дэвид                |
| 2016—2017 | с  | Юная                                | Younger                           | Макс                 |
| 2017      | с  | Озарк                               | Ozark                             | Джош Силверберг      |
| 2018—2019 | с  | Для людей                           | For the People                    | Сет Оливер           |
| 2018      | ф  |                                     | Ask for Jane                      | Билл                 |
| 2021      | с  | Зло                                 | Evil                              | Брайан Касл          |
| 2021      | с  | Закон и порядок: Специальный корпус | Law & Order: Special Victims Unit | Джордж Говард        |
| 2022      | с  | Изобретая Анну                      | Inventing Anna                    | Билли Макфарланд     |